# Pisístrat (fill de Nèstor)
Pisístrat (en grec antic Πεισίστρατος, Peisístratos) va ser, segons la mitologia grega, un heroi grec, fill de Nèstor.
Tenia l'edat de Telèmac, i l'acompanyà en el seu viatge quan el fill d'Odisseu anà de Pilos a Esparta.
Segons es deia, el tirà d'Atenes, Pisístrat, explicava que era un descendent seu, i remuntava el seu origen a aquest heroi.